# Mark Clode
Mark Clode (sinh ngày 24 tháng 2 năm 1973) là một cựu cầu thủ bóng đá người Anh thi đấu ở Football League cho Plymouth Argyle và Swansea City.